# Gobindaganj
Gobindaganj è un sottodistretto (upazila) del Bangladesh situato nel distretto di Gaibandha, divisione di Rangpur. Si estende su una superficie di 481,66 km² e conta una popolazione di  514.696 abitanti (censimento 2011).